# ピカチュウとポケモンおんがくたい
『ピカチュウとポケモンおんがくたい』は2015年7月18日に『ポケモン・ザ・ムービーXY 光輪の超魔神 フーパ』と同時上映された劇場版アニメ作品。

## 概要
劇場短編第10弾。脚本はこれまで長編を担当してきた園田英樹が2000年の『ピチューとピカチュウ』以来15年ぶりに担当する。前作には未登場だったヒノヤコマ、オンバット、ホルビー、レントラー、ヤンチャムが短編映画に初登場し、バケッチャがアニメ本編に先駆けてパンプジンに進化する形で同じく初登場する。本作の主題歌の「ガオガオ・オールスター」のテレビ版の映像ではイーブイも登場したが、本編には登場していない。
本作を最後に劇場短編の製作は再び休止となった。翌年に公開された『ボルケニオンと機巧のマギアナ』でエグゼクティブプロデューサーを務めた岡本順哉によれば、本作はかなり実験的かつ挑戦の多かった作品だったので湯山邦彦を始めとするスタッフもやり切った感があったためとされる。

## ストーリー
今日は、ポケモン達が待ちに待った「木の実開き」の日。ピカチュウ達は、その「木の実開き」で発表する歌の練習中。しかしそんな中、ピカチュウ達に様々なハプニングが降りかかる。
ポケモン達は、無事に「木の実開き」を迎えることができるのか。

## キャスト
- ピカチュウ、ロゼリア - 大谷育江
- デデンネ、プラスル - 佐藤恵
- ゲコガシラ、ソーナンス、キモリ - うえだゆうじ
- テールナー、ヒコザル、ビビヨン - 林原めぐみ
- ハリマロン、フラージェス - 生天目仁美
- ホルビー、フレフワン - 赤﨑千夏
- ヒノヤコマ、オンバット、ムチュール - 寺崎裕香
- ルチャブル、ディグダ、イシツブテ、ニョロトノ - 三木眞一郎
- ヤンチャム、マイナン - 下屋則子
- レントラー、コイキング、カメテテ - 佐藤健輔
- アチャモ、ゴチム、メェークル - 西村ちなみ
- オーロット、ゴーゴート - 石塚運昇
- ポッチャマ、キレイハナ - 小桜エツコ
- ウソッキー、カビゴン、グレッグル - 古島清孝
- ニャース - 犬山イヌコ
- マーイーカ - 三宅健太
- パンプジン、ヒメグマ - 伊東みやこ
- ナレーションと歌 - 山本美月

## スタッフ
- 原案 - 田尻智、増田順一、杉森建
- スーパーバイザー - 石原恒和、久保雅一
- アニメーション監修 - 小田部羊一
- エグゼクティブプロデューサー - 浅井認、宮原俊雄
- 製作 - 久保雅一、伊藤憲二郎、ハロルド・ジョージ・メイ、遠藤孝一、遠藤真郷、都築伸一郎
- アニメーションプロデューサー - 亀井康輝
- アニメーションコーディネーター - 野本岳志、吉川兆二
- 脚本 - 園田英樹
- 絵コンテ・演出 - 三浦陽
- キャラクターデザイン・総作画監督 - 一石小百合
- 作画監督 - 田島瑞穂、竹内杏子、吉野真一、尾鷲英俊
- 動画チェック - 榎本冨士香 / 円田智世、鈴木世菜、若海瑛莉香
- 色彩設計・色指定・仕上チェック - 佐藤直
- 特殊効果 - OLM、太田憲之
- 美術監督 - 加藤賢司
- 背景 - スタジオパインウッド
- 撮影監督 - 山越康司
- 撮影 - トライパッド
- 編集 - 辺見俊夫
- 編集助手 - ジェイ・フィルム、野川仁、小守真由美
- CGI - OLM Digital
- CGIプロデューサー - 坂美佐子
- CGIスーパーバイザー - 近藤潤
- CGIディレクター - 伊藤良太
- 音響監督 - 三間雅文
- 音楽プロデューサー - 齋藤裕二、谷澤嘉信、佐野弘明
- 音楽 - 丸谷マナブ、多田彰文
- 音響プロデューサー - 南沢道義、西名武
- 音響効果 - 神保大介
- 制作デスク - 佐々木崇之
- 設定制作 - 鈴森龍
- 制作進行 - 上野智
- 制作協力 - 澤田剛
- アニメーション制作 - OLM Team Kamei
- ラボ - IMAGICA
- アシスタントプロデューサー - 知久敦、村椿拓郎、坂本鼓太郎、折方崇志、海野千春、石本順也、山内未來
- デスク - 波多邊万里子、宮下瑞穂、佐々木真依子
- プロデューサー - 下平聡士、松山進、新井賢一、岡本順哉
- 製作 - ピカチュウプロジェクト（The Pokémon Company、小学館、テレビ東京、タカラトミー、ジェイアール東日本企画、OLM、小学館集英社プロダクション）
- 監督 - 湯山邦彦

## 主題歌
エンディングテーマ「ガオガオ・オールスター」
歌 - Little Glee Monster / 作詞・作曲・編曲 - 丸谷マナブ / 音楽協力 - 谷澤嘉信 （ソニー・ミュージックレコーズ）

## おどる?ポケモンおんがくたい
2015年6月30日よりiOS、Android向けに配信されたスマートフォンゲーム。同年9月30日までの限定配信で、10月31日までプレイ可能。映画の世界を再現したリズムゲーム。初期のプレイ可能曲は「ガオガオ・オールスター」のみであったが、アップデートにより「ゲッタバンバン」「戦闘!野生ポケモン」でもプレイ可能となった。